# Еріол Хірагізава
Еріол Хірагізава (яп. 柊沢 エリオル, англ. Eriol Hiiragizawa) - вигаданий, один з центральних персонажів третього сезону аніме Cardcaptor Sakura і однойменної манги студії Clamp. Реінкарнація видатного мага Клоу Ріда, у певному сенсі - предок Шаорана Лі (не біологічний), формально - антагоніст останнього сезону, хоча насправді таким і не є.

## Особистість Еріола

### Сім'я
У третій серії третього сезону однокласники запитують Еріола про його сім'ю, на що він відповідає: «Дві людини» - а потім додає - «... Точніше, три». Складно зрозуміти, кого саме він має на увазі - батьків (батька й мати), Прядильника Сонця і Рубін Місяця - але ще складніше здогадатися, хто ж це третя людина - Сакура, Лі або міс Мідзукі.

### Характер
Еріол Хірагізава - найзагадковіший персонаж третього сезону. Незважаючи на юний вік (йому близько 11 років як Сакурі і Шаорану), його характер і знання в реальності відповідають дорослій людині. Прекрасне орієнтування в багатьох галузях знань якісно виділяють його серед всіх оточуючих.
Політика «подвійних стандартів» не дозволяє однозначно судити про цього персонажа, оскільки головною його особливістю є якесь роздвоєння особистості, що цілком зрозуміло з огляду на суперечливість його вчинків. По суті, Еріол Хірагізава - це якесь злиття власного «я» з реінкарнацією, що успадкувала магічні здібності Клоу Ріда і деякі риси поведінки останнього, тому міркування про Еріола як про однозначного персонажа було б в корені невірним.
У Клоу і Еріола багато спільних рис, але також існують і відмінності. Якщо перший - м'якший і відкритий, то другий - пустотливий, злегка зухвалий і хитрий. Наприклад, у кінці серії про оскаженілий рояль Хірагізава задумливо зауважує: «Мені це починає подобатися». Він сприймає все, що відбувається, як певну гру, йому дійсно цікаво спостерігати за подіями як глядачеві в кінотеатрі. У наступній серії Еріол застосовує двічі магію на Шаорані, змусивши в першому випадку останнього втратити свідомість, у другому - змусивши свого нащадка, маніпулюючи ним за допомогою невидимих магічних ниток, напасти на Сакуру. Після того як Лі зумів звільнитися, Хірагізава з усмішкою зауважує: «Бачиш, Сакура, для чого ще можуть згодитися нитки». Нарешті треба звернути увагу на заклинання, промовлене реінкарнацією Клоу Ріда: «О ключ, що таїть темні сили, покажи мені свою справжню природу. Своєю владою наказую: звільнись!» Словосполучення «темні сили» вже говорить багато про що. Іноді випробування і підступи Еріола носили, відверто кажучи, небезпечний характер: найбяскравішими прикладами служать ситуація в басейні, коли ледь не загинула однокласниця Сакури, і остання битва в 69 серії, коли Еріол занурив в сон ціле місто.
Втім, твердження, що Еріол є абсолютним антагоністом третього сезону, також не можна назвати коректним. Врешті-решт, незважаючи на численні випадки небезпеки, ніхто з персонажів аніме не постраждав.
Еріол має блакитне волосся і великі квадратні окуляри, які не приховують його сірих очей. При використанні своїх магічних здібностей він носить блакитний одяг і великий чорний капелюх (Що робить його схожим на Гаррі Поттера), розмальований унікальними жовтими декораціями.

### Здібності
Як реінкарнація видатного мага всіх часів, Еріол успадкував від Клоу Ріда колосальну магічну силу. Безумовно, він сильніший Сакури і Шаорана. 
Список магічних здібностей Еріола Хірагізави:
- Маніпулювання стихіями (у багатьох серіях);
- Управління предметами на відстані (піаніно - 49 серія, велосипед - 53 серія);
- Створення непробивних магічних бар'єрів (52 серія);
- Можливість бачити майбутнє (53, 70 серії);
- Маніпулювання людьми та магічними істотами (у багатьох серіях);
- Несприйнятливість до магічних атак (69 серія);
- Спостереження за людьми на відстані - далекобачення (58 серія);
- Інші магічні прояви (у багатьох серіях).

Крім того, Еріол володіє прекрасними знаннями в історії, географії, літературі, музиці, кулінарії тощо й великим життєвим досвідом, а також добре грає у баскетбол.

## Взаємовідносини з оточуючими

### Еріол і Сакура
Вперше Еріол і Сакура наживо перетнулися в першій серії третього сезону, коли він перевівся в клас Кіномото як учень за обміном з Великої Британії, хоча в реальності Хірагізава спостерігав за дівчинкою ще за добу до першого дня шкільних занять. Практично відразу вони налагодили доброзичливий контакт і почали називати один одного «Сакура» та «Еріол» без жодних додаткових словесних приставок-звернень, що досить рідкісне явище в японській манері спілкування і культурі, особливо серед тих, хто тільки-тільки познайомився. 
Ставлення Еріола до Сакури - це «політика подвійних стандартів». З одного боку, він надійний друг і добрий порадник, з іншого - невидимий противник, причина всіх неприємностей Кіномото і Лі. Після невдачі дівчинки у перетворенні ключа з першої спроби, щоб заспокоїти її, Хірагізава дарує їй у школі квіти і проводить додому після занять. З точки зору стороннього спостерігача, це дуже дивна поведінка, тому що вже в кінці серії глядач дізнається, що причиною нових загадкових випадків є саме Еріол.
Довіра Сакури до учня за обміном посилюється з розвитком сюжету, оскільки він здається дівчинці мало не «універсальною людиною», тобто тим, хто спеціаліст у багатьох галузях знань - музика, кулінарія, наука, історія тощо. Це приваблює в ньому нову володарку карт, що приспало в дівчинці її уважність і пильність.
Цікавою деталлю є ставлення Еріола до Сакури як до особи протилежної статі. Найцікавішим моментом є епізод поцілунку зап'ястя дівчинки в 51 серії, що змусило Кіномото сильно почервоніти і схвилюватися, і загадкова фраза реінкарнації Клоу Ріда: «Я заздрю тому, кому ти пошила цього ведмедика». Безумовно, Еріол відчуває почуття симпатії до своєї магічної спадкоємиці, однак, романтичні або любовні відносини виключаються. По-перше, Клоу Рід розраховував, що Юкіто (а разом з ним і Юе) і Сакура покохають одне одного, що просто виключало з можливого любовного трикутника участь Еріола. По-друге, за словами Томойо Дайдоджі, «у Еріола до Сакури якісь інші почуття. Коли він на неї дивиться, не схоже, що він закоханий. Його почуття більш тонке, він опікує її як найдорогоцінніший скарб». По-третє, в 59 серії Хірагізава згадує: «Я поки не можу втрутитися: ситуація розвивається в абсолютно несподіваному для мене напрямі». Явний натяк на втручання Лі, що як би не відповідає заздалегідь запланованому сюжетові.
Незважаючи на постійні неприємності, паралельно Еріол морально допомагає Сакурі у важких ситуаціях.

### Еріол і Шаоран
Як і у випадку з Сакурою, Еріол вперше побачив Шаорана в першій серії третього сезону, але тільки в четвертій звернувся безпосередньо до нього, мабуть, помітивши ревнощі останнього. Першими кроками Хірагізави щодо Лі були спроби перевірити «з якого тіста той зроблений» («Цікавий екземпляр. Можливо, він зможе допомогти мені» - 50 серія). Тільки так можна розуміти епізоди із застосуванням магії на Шаорані.
У 52 серії Еріол зауважує, що «рішучість - найкраща якість Шаорана». Помічаючи його невдалі спроби привернути увагу Сакури, Еріол вирішує допомогти зблизитись їм: він провокує поломку ліфта, щоб Лі і Кіномото залишилися наодинці. Зрештою, Сакура почала називати нащадка Клоу Ріда просто «Шаораном» без жодних додаткових словесних приставок ввічливості, що означає особливу близькість між людьми. 
Взагалі спроба Еріола допомогти словесно Лі неодноразова:
- «Тобі буде простіше, якщо заспокоїшся і зосередишся на своєму завданні». (59 серія)
- «Заспокойся, тримай себе в руках і тоді зможеш правильно розрахувати сили. І не тільки у плаванні, але і коли доведеться захищати тих, хто тобі дорогий». (63 серія)
- «У тебе просто мало досвіду. Ти неодмінно навчишся кататися. Ну, і всьому іншому теж». (64 серія)

### Еріол і Ямазакі
Ямазакі і Хірагізаву пов'язує єдине захоплення історією та іншими цікавими фактами. У цьому випадку вони настільки схожі, що дівчатка-однокласниці сказали, що «вони - два чоботи пара». 